# Antonio de Literes
Antonio de Literes ou Antonio Literes ou Antoni Lliteres (né à Artà (Majorque) le 18 juin 1673 et mort à Madrid le 18 janvier 1747) est un compositeur espagnol, considéré comme un des principaux auteurs de zarzuela du baroque espagnol.

## Biographie
En 1688, il entre dans le Collège des Enfants chanteurs de la Chapelle royale de Madrid. En 1693, il fait partie de l'orchestre de la Chapelle royale comme basse de viole; rapidement, il devient le premier violoncelle et, ensuite, le chef de la dite Chapelle royale. À partir de 1697, il commence à écrire des pièces scéniques. L'arrivée au trône de Philippe V et l'imposition de nouveaux musiciens étrangers à la cour, forcent Literes à augmenter sa production lyrique. Aujourd'hui, il est considéré comme le meilleur compositeur de zarzuelas du baroque. De nombreux livrets de ses œuvres sont dus à l'écrivain José de Cañizares. Il est le père de deux musiciens : José Literes y Sánchez, qui a travaillé pour les ducs de Osuna à Séville, et Antonio Literes y Montalbo.

## Œuvres

### Zarzuelas
- Júpiter y Dánae (1700)
- Acis y Galatea (1708)
- Con música y con amor (1709)
- Antes difunta que ajena (1711)
- Hasta lo insensible adora (1713), attribution discutée
- Júpiter y Semele (1718)
- Celos no guardan respeto (1723)

### Opéras
- Los elementos
- Dido y Eneas, attribution discutée

### Œuvres religieuses
- Oratorio sobre la vida de San Vicente de Padua (1720), œuvre perdue
- 3 Misses

## Discographie
- 1998 : Los Elementos. Ópera armónica al estilo italiano, Al Ayre Español, Deutsche Harmonia Mundi 05472 77385 2.
- 2001 : Acis y Galatea, Al Ayre Español, Deutsche Harmonia Mundi 05472 77522 2.
- 2003 : Júpiter y Semele o El estrago en la fineza, Al Ayre Español, Harmonia Mundi Ibérica 987036.37 (deux CD).